# Blankensee
Blankensee là một đô thị ở huyện Mecklenburgische Seenplatte (trước thuộc huyện Mecklenburg-Strelitz), bang Mecklenburg-Vorpommern, Đức. Đô thị này có diện tích 56,04 km², dân số thời điểm 31 tháng 12 là 1907 người.